# Shay
Vanessa Lesnicki (Bruselas, 16 de agosto de 1990), conocida por su nombre artístico Shay, es una rapera y cantautora belga.
Dio sus primeros pasos como rapera en 2011 con el rapero Booba en la canción Cruella, luego firmó con su sello 92i y lanzó su primer álbum en 2016. Publicó su segundo álbum en 2019, Antidote en el que está presente el rapero Niska . Este disco será certificado platino. En 2024, lanzó su tercer álbum Pourvu qu'il pleuve bajo su propio sello creado en 2021, Jolie Garce Records.

## Biografía

### Juventud
De padre informático belga  de origen polaco y madre experta en impuestos belga de origen kino-congoleño. Tiene dos hermanos: Dimitri, su hermano gemelo, y Olivier, conocido como Le Motif.  Es nieta del cantante congoleño Tabu Ley Rochereau, el primer artista africano.
Durante su adolescencia faltó a clases, estuvo en malas compañías, comenzó a vender drogas. Deciden enviarla durante un año a Kinshasa, en la República Democrática del Congo. Pero, a su regreso a Bélgica, esto no será así. También permanecerá en Yibuti en 2009.

### Carrera en la música

#### El clic de la música
Su hermano, Olivier Lesnicki, un joven productor apodado Le Motif, que compuso varios temas de su primer álbum, escribió una versión del título BMF de Rick Ross y produjo un clip que llegó a manos del rapero francés Booba. . Este último lo invita en su mixtape Autopsie Vol. 4 en el que actúa junto al título Cruella. 

#### Jolie Garce(2016-2017)
En 2016, Shay lanzó el primer sencillo de su álbum que realmente la revelará al público en general. El título, titulado PMW, rápidamente alcanzó el éxito y fue certificado como sencillo de platino.
Shay lanzó su primer álbum Jolie Garce el 2 décembre 2016, una mezcla de rap duro, R&B moderno, pop, dance y ritmos africanos,   certificado oro. 

#### Antidote (2019-2020)
Después de un largo silencio, Shay revela en las redes sociales un extracto de un título titulado Notif . Al mismo tiempo, revela en Instagram su regreso al estudio con los productores.
El álbum Antidote, que fue lanzado el 10 mai 2019. 
Netflix anunció en octubre de 2020 que Shay, junto con los raperos Niska y SCH, serían miembros del jurado del programa Rhythm + Flow. : Nouvelle École, un concurso musical dedicado al rap donde el jurado está formado por tres influyentes personalidades del hip-hop. 

#### Pourvu qu'il pleuve (desde 2022)
El n 2023, Shay lanzó el primer sencillo de su tercer álbum Jolie Go,  que está certificado como sencillo de oro.
También fue nominada a los NRJ Music Awards en la categoría de artista femenina francófona del año, una novedad para ella.
En 2024 se lanzó el álbum Pourvu qu'il pleuve y ocupó el tercer lugar en el ranking Francés, fue el mayor debut de un álbum de un rapero francófono después Diam's.

## Moda
En 2019 se convirtió en la imagen de Puma y su par de zapatillas Nova 90 y aparece en los anuncios oficiales del fabricante alemán.
En  2020, ella apareció en la portada de Vogue Japón. Shay se convierte en el primer artista negro francófono que aparece en la portada de la prestigiosa revista.

## Discografía

### Álbumes
- Jolie Garce (2016)
- Antidote (2019)
- Pourvu qu'il pleuve (2024)